# Castel Süßenstein
Castel Süßenstein (in tedesco Schloss Süßenstein) si trova nel comune austriaco di Hüttenberg, Distretto di Sankt Veit an der Glan appartenente al Land della Carinzia e la sua storia inizia almeno nel XV secolo.

## Storia
La storia del castello non è facilmente ricostruibile poiché sui documenti viene talvolta confuso con l'omonimo castello di Süßenstein non lontano da Hüttenberg, ormai ridotto in rovina, e con un altro castello, anche questo in rovina, di Althaus. In questo secondo caso le origini della fortezza potrebbero addirittura risalire al periodo romano e la sua prima citazione potrebbe risalire al 1247. Di documentato e certo risulta che la fortezza ha subito un'incursione da parte delle forze ungheresi nel 1488 durante la guerra austro-ungherese, resistendo senza subire particolari danni. Hüttenberg era già nel Medioevo un centro importante della Carinzia per l'estrazione del ferro e dal 1610 al XIX secolo il castello fu, secondo documenti storici, residenza ufficiale del giudice di montagna Hüttenberg e durante questo periodo fu ripetutamente circondato dai minatori che protestavano contro le decisioni del giudice a loro sfavorevoli. Dopo un incendio, il castello fu ristrutturato e ampliato nel XVII secolo. Un altro incendio nel XIX secolo portò necessariamente a un'altra ricostruzione con ristrutturazione. Gli ultimi interventi di una certa importanza sono stati realizzati tra il 1972 e il 1979 ed hanno comportato un suo ampliamento secondo criteri moderni. Successivamente è stato utilizzato come albergo e sede per seminari. Nel 1992 il castello è stato venduto e il nuovo proprietario ha provveduto al rifacimento delle coperture del tetto e a modernizzare l'interno dell'edificio.

## Descrizione

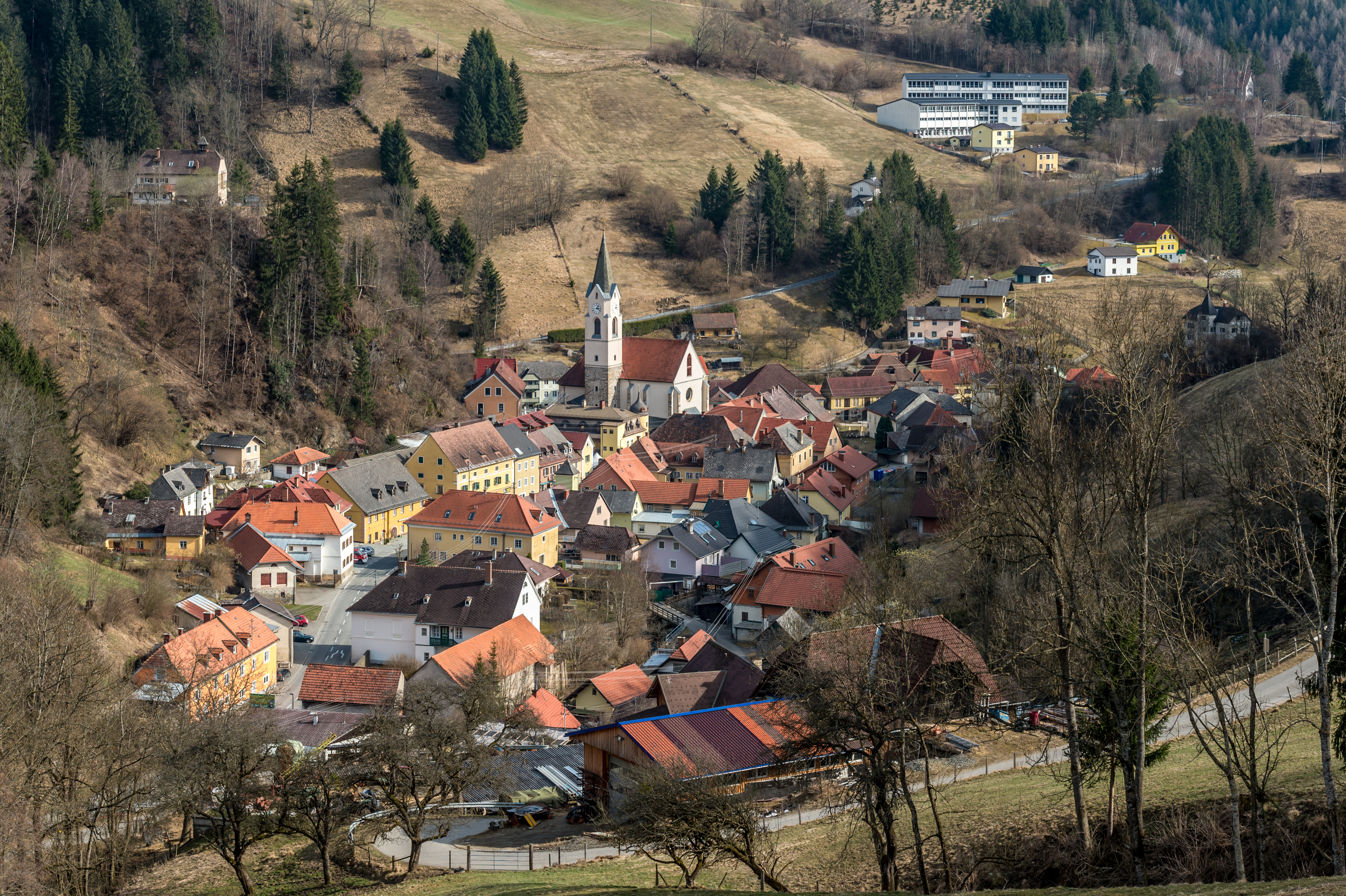
Panorama di Hüttenberg. Il castello è visibile, in ombra, nella parte destra dell'immagine sulla collina

L'imponente castello si trova in posizione elevata a sud del centro abitato del comune austriaco di Hüttenberg, Distretto di Sankt Veit an der Glan appartenente al Land della Carinzia. Posto accanto al museo Heinrich Harrer si presenta con un nucleo gotico nello attorno al quale si sviluppa la struttura di quattro piani. È caratterizzato da una torre alta e con copertura a tenda per un intero piano. Si presenta in modo decisamente sobrio, con facciate disadorne e con finestre che sono state sostituite da infissi moderni al posto di quelli storici. Dell'antica decorazione a graffiti non è rimasto quasi nulla. L'interno è stato ampiamente modificato nel tempo ma si è conservato un portale gotico a mensola con uno stemma scolpito nella pietra risalente all'anno 1544. Il castello è proprietà privata degli imprenditori Matthias Kmetyko e Gerda Franz-Kmetyko.

### Bene architettonico tutelato
Castel Süßenstein è stato posto sotto tutela dei monumenti da parte della Repubblica austriaca col numero 104528.